# 圣殿市郊路
圣殿郊区街（法語：Rue du Faubourg-du-Temple）是法国巴黎第十区和十一区的一条街道。
圣殿郊区街开始于共和国广场，止于维莱特大道（boulevard de la Villette）。位于十一区和第十区之间。 
圣殿郊区街是共和国广场另一侧的圣殿路（第三区）的延长，经过维莱特大道，延伸为贝尔维尔路（rue de Belleville，十九区和二十区）。